# Eumenogaster pseudosphecia
Eumenogaster pseudosphecia är en fjärilsart som beskrevs av George Francis Hampson 1898. Eumenogaster pseudosphecia ingår i släktet Eumenogaster och familjen björnspinnare. Inga underarter finns listade i Catalogue of Life.